# Primula auricula

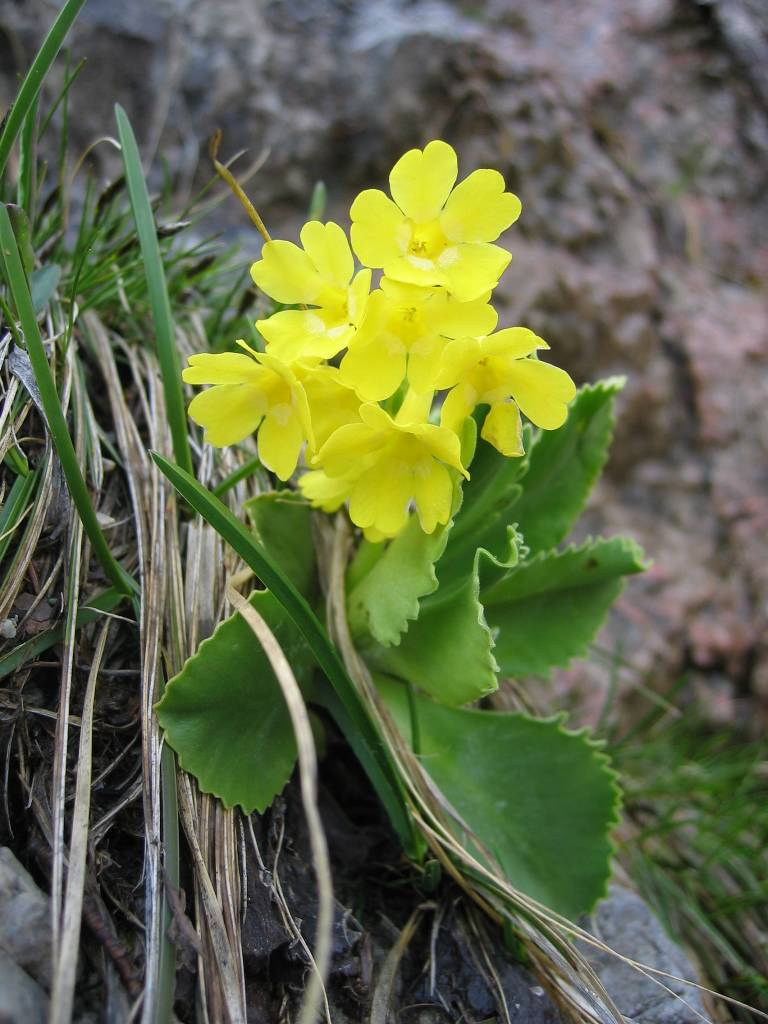

Аври́кула, лат. Primula auricula — багаторічна кореневищна трав'яниста рослина родини первоцвітових, яку часто вирощують як декоративну. 

Рослина відома також під назвами «примула аврикула», «первоцвіт вушкоподібний», «примула вушкова», «первоцвіт ведмеже вушко»; народна назва рослини — «ведмеже вушко».